# Ribellione di Proština
La ribellione di Proština (in croato Proštinska buna) fu una rivolta dei contadini nella zona di Prostimo (in croato Proština) in Istria contro il terrore fascista. Scoppiò all'inizio di febbraio 1921 e fu sedata il 5 aprile dello stesso anno. Quasi allo stesso tempo, nella vicina regione di Albona, ebbe luogo una rivolta dei minatori nota come Repubblica di Albona.
Per intimidire la popolazione le squadre fasciste si introducevano nei villaggi istriani. La prima di queste incursioni a Carnizza (Krnica) e Proština fu intrapresa la notte tra il 2-3 febbraio 1921, la seconda a metà marzo e la terza all'inizio di aprile. Ecco perché i contadini locali decisero di organizzare una resistenza armata. Il principale organizzatore della resistenza fu Ante Ciliga, che, insieme ai comunisti locali, fondò un'organizzazione di partito a Proština. In più occasioni i ribelli sottolinearono per iscritto alle autorità locali e ai Carabinieri che la loro azione non era una rivolta antistatale, ma solo un'azione (auto)difensiva diretta contro il terrore fascista.
Durante il conflitto all'inizio di aprile 1921, i ribelli di Proština riuscirono a catturare due fascisti, mentre gli altri fascisti si ritirarono a Marzana (Marčana) e Carnizza, portando con sé l'oste Ivan Macuka, che alla fine liberarono. Dopo questi eventi unità del Regio Esercito e della polizia con circa 400 effettivi e con circa 100 membri delle squadriglie fasciste invasero i villaggi di Proština il 5 aprile 1921 e ruppero la resistenza dei circa trecento contadini male armati. I fascisti bruciarono il villaggio di Segotti (Šegotići) e diverse altre case in altri villaggi.
Circa 400 partecipanti alla ribellione di Proština furono arrestati e portati nel carcere di Pola. Fascisti e soldati picchiarono e maltrattarono gli antifascisti arrestati lungo la strada, e diverse persone morirono a causa delle percosse. Gradualmente gli antifascisti furono scarcerati e successivamente, nell'ambito del processo di più ampia amnistia politica dell'allora Governo Giolitti, furono rilasciati tutti.